# Mont-Sainte-Aldegonde
Mont-Sainte-Aldegonde (wa. Li Mont) – dzielnica (section) gminy Morlanwelz w Belgii, w Regionie Walońskim, w prowincji Hainaut, w okręgu La Louvière. 1 stycznia 2020 roku liczyła 1516 mieszkańców. Do 31 grudnia 1976 samodzielna gmina.

## Demografia
Liczba mieszkańców, stan na 1 stycznia:
| Rok                | 1930 | 1947 | 1961 | 2020 |
| ------------------ | ---- | ---- | ---- | ---- |
| Liczba mieszkańców | 2008 | 1733 | 1773 | 1516 |